# Juan José Reyes Patria
Juan José Reyes Escobar, más conocido como Juan José Reyes-Patria (Santa Rosa de Viterbo, 2 de junio de 1785-Corrales, 10 de diciembre de 1872) fue un militar, comerciante, empresario, hacendado y funcionario colombiano. 
Reyes-Patria luchó en el ejército patriota del general Simón Bolívar en el marco de la Independencia de Colombia, por lo que es considerado uno de los próceres de la independencia de ese país.

## Biografía

### Primeros años
Juan José Reyes Escobar nació en Santa Rosa de Viterbo, Provincia de Tunja, Virreinato de Nueva Granada, el 2 de junio de 1785, en el seno de una familia de la aristocracia local, en el actual departamento de Boyacá, bajo la dominación del Imperio Español de los borbones. Fue bautizado el 14 de junio por el sacerdote Ignacio de la Peñuela y sus padrinos fueron Miguel Zapata y Gertrudis Camacho.
Reyes-Patria estudió en un colegio de Tunja, ciudad donde se educaban los hijos de los aristócratas como él. Alternó sus estudios con la agricultura y la ganadería en la hacienda que sus padres poseían en el municipio de Floresta (fundado por su padre). Luego se dedicó al comercio en Sogamoso y Cúcuta, negocio lucrativo pero peligroso, ya que ambas ciudades se encontraban separadas por la Cordillera Oriental, terreno que volvía a los comerciantes vulnerables a los ataques de ladrones. Esta actividad permitió a Reyes-Patria desarrollar habilidades que le servirían más tarde en el campo de batalla.

### Vinculación a las guerras de independencia

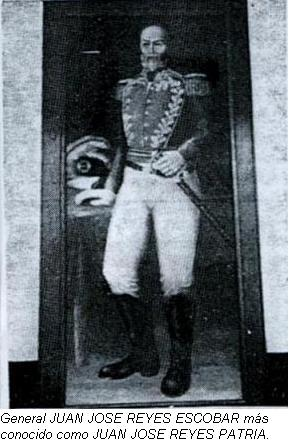
Retrato a cuerpo entero de Reyes-Patria con su uniforme militar en la Academia Boyacense de Historia, Tunja.

Las actividades comerciales y de viajes venían conducidas por nuevas ideas de la Ilustración. Cuando se dio el Grito de Independencia y toda Hispanoamérica se rebeló contra España, Reyes entró al servicio de los ejércitos de la Primera República, participando en varias guerras, agregando a su apellido la palabra Patria desde 1811. Entró al Ejército Patriótico de Colombia como teniente en 1814, y posteriormente convirtiéndose en capitán en 1818, teniente coronel en 1819, coronel en 1828 y general en 1852. 
Reyes-Patria sirvió bajo el comando de Custodio García Rovira y Antonio Baraya hasta la Reconquista, cuando se refugió en Casanare y Apure con José Antonio Páez y Ramón Nonato Pérez. Luchó en Gámeza y en el Pantano de Vargas, organizado por el Batallón Vargas, y por orden de Simón Bolívar fue enviado a Barinas, Venezuela.
La Batalla de Gámeza, el 11 de julio de 1819, fue clave en la independencia colombiana. En el parque principal de la municipalidad hay un monumento a Reyes-Patria y los caciques indígenas Gamza y Siatoba. Simón Bolívar le otorgó el apellido Reyes Patria en honor a su heroísmo en el desarrollo para crear la Nueva Granada.el relato dice que Bolívar le preguntó que cómo se llamaba, a lo que Juan José le respondió -Soy Juan José Reyes, señor. A lo que el El Libertador le responde -Usted, replicóle, debe honrar no a los Reyes sino a la Patria.

Usted debe honrar no a los Reyes sino a la Patria con su apellido; En el ejército será llamado el Capitán Patria; Complázcame aceptando esta distinción que concedo a su valor.
Simón Bolívar

Reyes-Patria fue comandante militar de Ocaña, Santa Marta y La Guajira, gobernador de Riohacha desde 1821 hasta 1824 y gobernador de Casanare en 1828. Defensor de la Dictadura del general Rafael Urdaneta, seria borrado de la lista militar en 1831. Peleó en nombre de los federales en las guerras civiles de 1840, 1851, 1854 y 1860.
En 1863, se retiró a su hacienda en Corrales, Boyacá, para escribir sus memorias y vivir sus últimos años profesando la fe católica como filántropo y estudiante de las Escrituras y filosofía. Su hacienda todavía existe y actualmente es un monumento nacional. Murió en Corrales el 10 de diciembre de 1872. Fue enterrado junto a su esposa en el cementerio de dicho pueblo.

## Familia
Juan José era miembro de la aristocracia boyacense, con parentela asociada a las guerras de independencia de Colombia, y con amistad con Simón Bolívar. Sus padres eran el militar y prócer Manuel Ignacio de los Reyes y Forero, fundador del municipio de Floresta, y María Gertrudis de la Luz de Escobar y Torres, siendo sus hermanos Fernando, José Mariano de la Trinidad, José Antonio, Joaquina, María Pía, Teresa, Francisco y Rosaura Reyes Escobar. Se cuenta que su padre fue arrestado por Pablo Morillo por financiar la campaña libertadora, pero su madre pagó un cuantioso rescate para regresarlo a la libertad.
Del lado paterno es descendiente directo del gobernador de Boyacá, Juan Bautista de los Reyes, nacido en Burgos, España. Comparte este ancestro también con el expresidente y veterano de guerra Rafael Reyes Prieto, quien fue veterano de la guerra de los Mil Días, y también tiene importante descendencia en Colombia, vinculada a ambos partidos políticos tradicionales, pese a que Reyes era conservador.
Pese a que sus apellidos eran Reyes y Escobar, a partir de 1811 Reyes adoptó la palabra Patria a su apellido porque Simón Bolívar lo renombró de esa manera, razón por la cual sus descendientes llevan el apellido Reyes-Patria. Reyes-Patria contrajo nucpcias con Micaela Valderrama Suárez, con quien tuvo seis hijos: Manuel, Gabriel, Antonia, Juana, Jesús, Dolores y Fernando de los Reyes Patria Valderrama.
Su hijo Gabriel fue gobernador de Tolima.